# 리아너 판 롬파이
리아너 판 롬파이(Rianne van Rompaey, 1996년 1월 3일 ~ )는 네덜란드의 모델이다.